# The Sisters (2005)
The Sisters ist ein US-amerikanisches Filmdrama aus dem Jahr 2005. Regie führte Arthur Allan Seidelman, das Drehbuch schrieb Richard Alfieri nach einem eigenen Stück, das von dem Theaterstück Drei Schwestern von Anton Tschechow inspiriert wurde.

## Handlung
Die Schwestern Prior arbeiten an der New York University. Olga und Marcia organisieren anlässlich des Geburtstags ihrer jüngsten Schwester Irene eine Überraschungsparty. Zu den Gästen gehören David Turzin und Gary Sokol, die beide um Irene werben.
Es stellt sich heraus, dass Olga lesbisch ist, was sie jedoch zu verheimlichen versucht. Marcia, die eine Beziehung mit Harry Glass verbindet, erweist sich als neurotisch. Der unglücklich verheiratete Vincent Antonelli kommt. Er und Marcia verstehen sich gut. Irene nimmt eine Überdosis Drogen.

## Kritiken
Roger Ebert schrieb in der Chicago Sun-Times vom 19. Mai 2006, dieselben Darsteller würden gute Arbeit machen, würde dem Film nicht jegliche Dramaturgie fehlen („there’s no way to sustain dramatic momentum here“).
Mick LaSalle schrieb im San Francisco Chronicle vom 19. Mai 2006, die Charaktere würden nicht wie Menschen, sondern wie Charaktere eines Theaterstücks reden – was zwar künstlich wirke, aber beabsichtigt sei. Die Darstellungen seien stark, wobei jene von Elizabeth Banks und Mary Stuart Masterson besonders bemerkenswert seien. Der Film biete intelligente Unterhaltung, die für ein erwachsenes Publikum bestimmt sei.

## Auszeichnungen
Der Film als Bester Film sowie Eric McCormack und Maria Bello erhielten 2005 Preise des Dixie Film Festivals. Der Film war 2006 zudem für einen Artios der Casting Society of America nominiert.

## Hintergründe
Der Film wurde in Cottage Grove (Oregon) und in Eugene (Oregon) gedreht. Die Weltpremiere fand am 23. April 2005 auf dem Tribeca Film Festival statt. Es folgten Vorführungen auf weiteren Filmfestivals, so am 11. Februar 2006 auch auf der Berlinale. Am 14. April 2006 kam der Film in ausgewählte Kinos der USA.